# Istituto dell’Enciclopedia Italiana

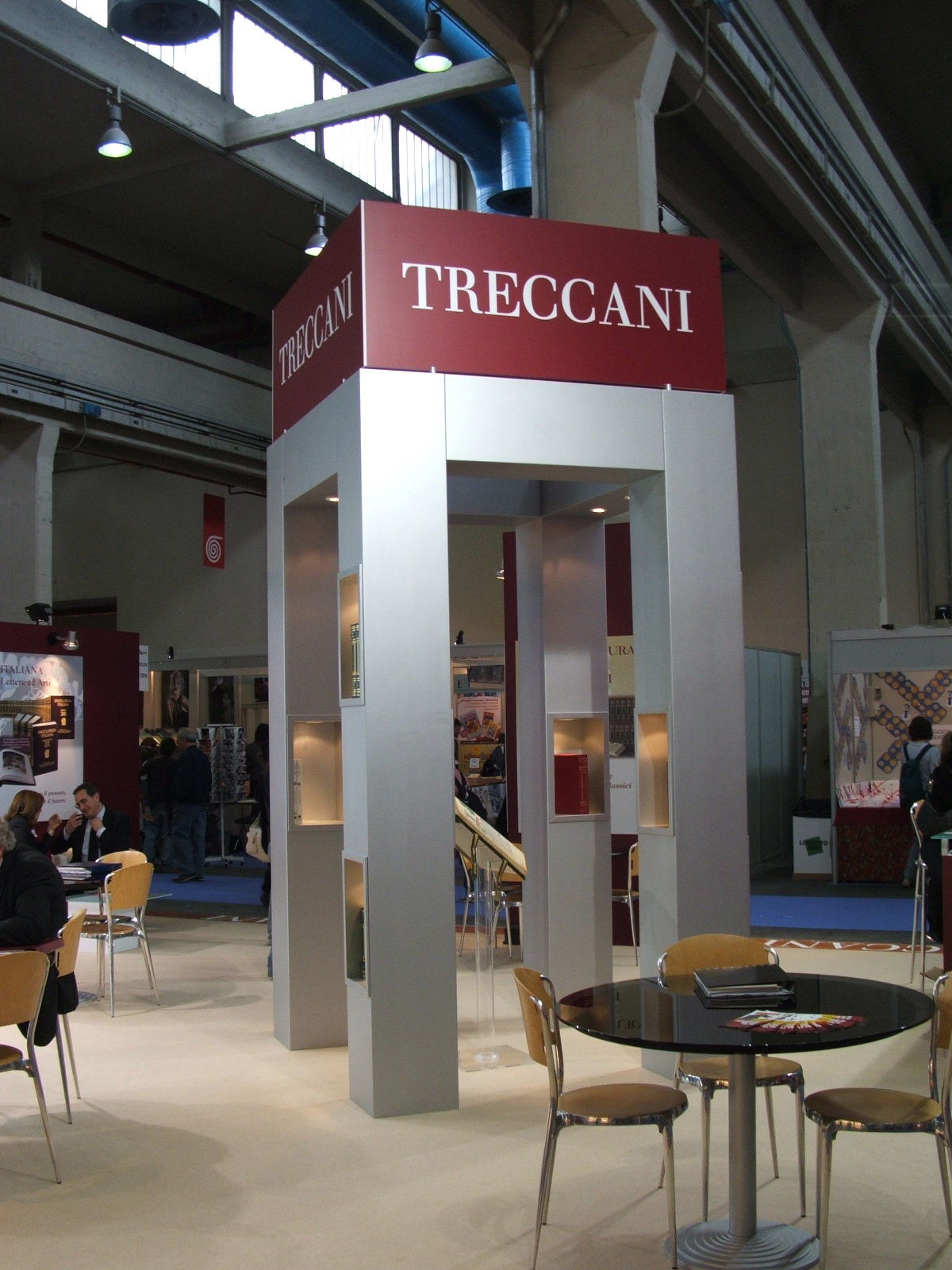
Treccani-Stand auf der Turiner Buchmesse 2006

Das Istituto dell’Enciclopedia Italiana ist ein 1925 gegründeter italienischer Verlag mit Sitz in Rom. Bekannt wurde es durch die Universalenzyklopädie Enciclopedia Italiana di scienze, lettere ed arti, auch Enciclopedia Treccani genannt. Die Rechtsform ist eine Aktiengesellschaft, der Jahresumsatz betrug 2014 50,7 Millionen Euro.

## Geschichte
Gegründet wurde das Istituto am 18. Februar 1925 in Rom von Giovanni Treccani als Gründungspräsident mit Calogero Tumminelli als Verlagsleiter, dem Philosophen Giovanni Gentile als wissenschaftlichem Leiter, dem Sprachwissenschaftler Antonino Pagliaro als Chefredakteur, Gian Alberto Blanc, Pietro Bonfante, dem Marschall von Italien Luigi Cadorna, dem Finanzminister Alberto De Stefani, dem Historiker Gaetano De Sanctis, dem Wirtschaftswissenschaftler Luigi Einaudi, dem Maler Vittorio Grassi, dem Arzt Ettore Marchiafava, dem Juristen Silvio Longhi, dem Schriftsteller Ferdinando Martini, dem Journalisten Ugo Ojetti, dem Historiker Francesco Salata, dem Politiker Vittorio Scialoja, dem Wirtschaftswissenschaftler Angelo Sraffa, dem Admiral Paolo Thaon di Revel und Tommaso Tittoni.
Die erste Ausgabe der Enciclopedia Italiana, bestehend aus 35 Textbänden und einem Indexband, wurde von 1929 bis 1937 herausgegeben.
Gemeinsam mit der 1926 gegründeten Accademia d’Italia bildete das Istituto dell’Enciclopedia spätestens ab Mitte der 1930er Jahre ein System zur kulturellen Konditionierung der italienischen Gesellschaft im Sinne des Faschismus. Zwischen 1935 und 1943 erhielten einige Themenbereiche eigene Sonderbände. Der erste Sonderband behandelt den Faschismus. Als Autor wurde Benito Mussolini angegeben, tatsächlich waren Giovanni Gentile und Gioacchino Volpe die Verfasser. Nach dem Zweiten Weltkrieg wurde das Istituto dell’Enciclopedia im Gegensatz zur Accademia d’Italia aber nicht aufgelöst, sondern konnte unter neuer Leitung weiterarbeiten.
Es folgten nach dem Krieg bis zum Jahr 2015 acht weitere, in der Regel mehrbändige Ergänzungen zur Enciclopedia Italiana. Insgesamt umfasst sie 72 Bände. Der Verlag ist ebenfalls Herausgeber des Dizionario Biografico degli Italiani, dessen erster Band 1960 erschien. 
1988 erhielt das Istituto die nationale Goldmedaille für kulturelle Verdienste (Medaglia d’oro ai benemeriti della cultura e dell’arte).

## Präsidenten
- Giovanni Treccani (1925–1933)
- Guglielmo Marconi (1933–1937)
- Luigi Federzoni (1938–1943)
- Guido Mancini (1944–1945, kommissarisch)
- Luigi Einaudi (1946)
- Gaetano De Sanctis (1947–1954)
- Aldo Ferrabino (1954–1972)
- Giuseppe Alessi (1973–1993)
- Rita Levi-Montalcini (1993–1998)
- Francesco Paolo Casavola (1998–2009)
- Giuliano Amato (2009–2013)
- Franco Gallo (2014–)